# Schenkendorfstraße 19, 20

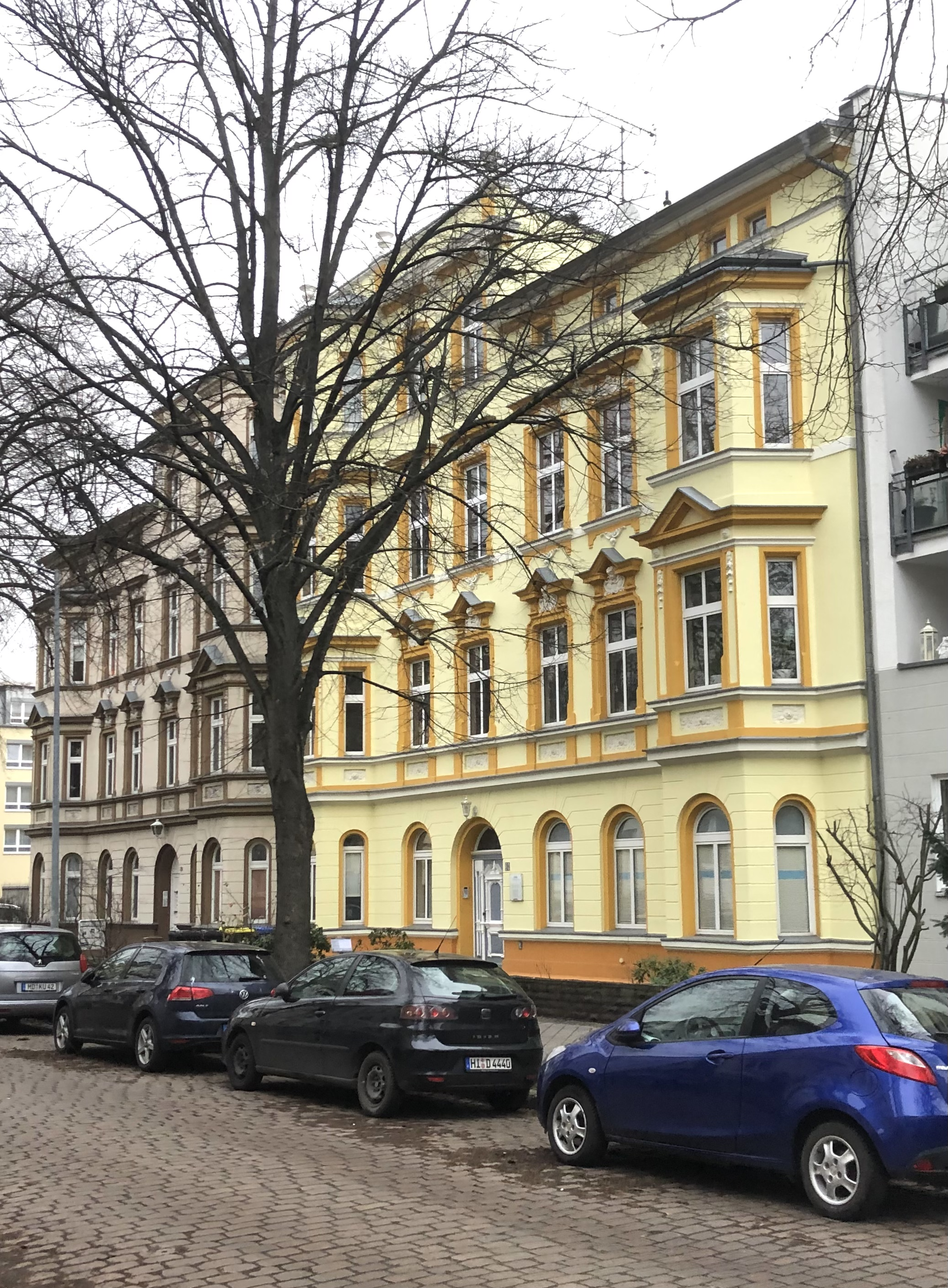
Schenkendorfstraße 19 (rechts), 20 (links) im Jahr 2022

Das Gebäude Schenkendorfstraße 19, 20 ist ein denkmalgeschütztes Wohnhaus in Magdeburg in Sachsen-Anhalt.

## Lage
Das Haus befindet sich auf der Ostseite der Schenkendorfstraße im Magdeburger Stadtteil Stadtfeld Ost.

## Architektur und Geschichte
Der dreieinhalb- bis viergeschossige verputzte Bau wurde im Jahr 1898 vom Bauunternehmer J. G. Crucius errichtet, der zugleich auch Eigentümer des Hauses war. Die repräsentativen Fassaden der beiden Hausteile 19 und 20 sind im Stil des Historismus gestaltet, entsprechen einander und sind spiegelverkehrt zueinander angeordnet. Am Erdgeschoss befindet sich eine Gliederung aus Putzbändern. Die Fensteröffnungen sind hier als Rundbögen ausgeführt. Die an der Fassade eingesetzten Stuckverzierungen sind im Stil des Neobarocks gestaltet. Jeder der Gebäudeteile verfügt darüber hinaus über zwei polygonale, einachsige Erker. An den äußeren Achsen ist der im Erdgeschoss beginnende Erker jeweils dreigeschossig. Zur Mitte des Komplexes hin befinden sich jeweils viergeschossige Erker. Auf der Höhe des Dachs befindet sich eine Balustrade.
Im örtlichen Denkmalverzeichnis ist das Wohnhaus unter der Erfassungsnummer 094 82381 als Baudenkmal verzeichnet.
Das Gebäude gilt als Teil der umgebenden spätgründerzeitlichen Bebauung als prägend für den Straßenzug.